# Aelurillus tumidulus
Aelurillus tumidulus är en spindelart som beskrevs av Wesolowska, Tomasiewicz 2008. Aelurillus tumidulus ingår i släktet Aelurillus och familjen hoppspindlar. Inga underarter finns listade i Catalogue of Life.